# Ajina Fossae
Le Ajina Fossae sono una struttura geologica della superficie di Venere.